# Tuber magnatum
Tuber magnatum  (Picco, 1788) è un fungo ascomicete commestibile noto comunemente come tartufo bianco.

## Aree di raccolta
Il tartufo bianco è molto diffuso nell'area di Alba (CN), dove si svolge annualmente la più antica Fiera del Tartufo bianco promossa da Giacomo Morra. Poco lontano dalla cittadina piemontese, precisamente nel Castello di Grinzane Cavour, ogni anno si tiene l'Asta Mondiale del Tartufo bianco d'Alba.
Comunque tutto il Basso Piemonte, vale a dire Langhe, Roero, Tortonese, Monferrato e Monregalese, è ricco di tartufi bianchi. 
Altre regioni d'Italia che vantano la raccolta dello stesso prodotto sono in particolare l'Appennino tosco-emiliano e l'Appennino umbro-marchigiano, le Crete senesi e i boschi planiziali di Muzzana del Turgnano, nella Bassa Friulana.
In Lombardia, lo si può trovare nell'Oltrepò Pavese e nei comuni di Carbonara di Po e Borgofranco sul Po.
In particolare, ampia diffusione si registra nella zona dell'Alta Umbria e della provincia di Pesaro-Urbino, che hanno come riferimento il mercato di Acqualagna (PU), il più importante d'Italia dopo quello di Alba. Un'altra importante fiera storica è a Sant'Agata Feltria, "la fiera del tartufo bianco pregiato di Sant'Agata Feltria", nell'appennino tosco romagnolo. Altre importanti fiere si svolgono a Pergola (le prime tre domeniche di ottobre) e Sant'Angelo in Vado (in genere i fine settimana della seconda metà di ottobre e il primo di novembre). In novembre vi sono le fiere di Amandola (sempre nelle Marche, ma in provincia di Fermo), di Città di Castello e di Gubbio (in Umbria).
In Toscana rinomato è il Tartufo bianco delle Colline Sanminiatesi che da circa 40 anni celebra in novembre la sua Fiera Nazionale.
Anche il Molise è considerato una delle prime regioni per la crescita e la raccolta di tartufo bianco pregiato. Le zone molisane di maggiore raccolta sono quelle ricadenti nei comuni di Frosolone, Spinete e San Pietro Avellana, dove ogni anno si tiene una sagra del tartufo.
In Campania, particolarmente pregiato il tartufo bianco raccolto nei comuni di Apollosa, Arpaise, Ceppaloni e San Leucio del Sannio in provincia di Benevento.
Poco noto è che anche in Calabria, nella zona di Gioiosa Jonica e nel parco del Pollino dove si trova un'ottima qualità di tartufo bianco. 
Fuori dall'Italia, è possibile trovarlo anche in Istria (attualmente divisa tra Croazia e Slovenia), più precisamente nella foresta di Montona (in croato Motovun).
Utilizzando piantine con radici micorrizate, una coltivazione sperimentale in Nuova Aquitania ha dato risultati promettenti. Si tratta dei primi tartufi bianchi pregiati raccolti in una piantagione situata al di fuori dell'areale geografico naturale di questa specie.

## Descrizione della specie
Corpo fruttifero 
2–9 cm, globoso, irregolare, vellutato, color ocra.
 Peridio 
Con superficie liscia, di colore giallo ocra o giallo-oliva, a volte anche grigio-verdastro.
Fine estate autunno ed inverno
 Gleba 
Bianca, di aspetto marmorizzato, con l'età assume colorazione a macchie rossastre su fondo grigio.
- Odore: intenso con toni che ricordano il tetraidrotiofene (utilizzato per l'odorizzazione del gas metano destinato alla distribuzione domestica) o il formaggio fermentato.

 Microscopia 
Sporeovoidali, reticolate, 32-45 × 30-40 µm, gialle in massa
Aschida mono a tetrasporici, 60-120 × 40-100 µm, globosi, a volte sub-peduncolati

## Habitat
Fungo simbionte e ipogeo, cresce interrato a profondità che possono andare da pochi centimetri fino a oltre il metro, in associazione con latifoglie (pioppi, tigli, querce ecc.) in terreni argillosi, spesso lungo corsi d'acqua, a fine estate e in autunno-inverno.
Il tartufo bianco cresce in terreni marnosi-calcarei, dove sono presenti le piante di faggio, nocciolo, cerro, rovere, roverella, pioppo, carpino, salice o tiglio.

## Commestibilità
È uno dei funghi più pregiati e viene consumato abitualmente con tagliolini al burro, risotti, carni che non abbiano un sapore troppo pronunciato e uovo fritto. È affettato sottilmente con una mandolina o con il tipico affettatartufo.
È consigliato, inoltre, non abbinarlo a cibi che abbiano molta acidità oppure a cibi che abbiano un sapore deciso: si rischierebbe di coprire il sapore delicato del tartufo bianco.

## Sinonimi e binomi obsoleti
- Tuber griseum
- Tuber album

## Nomi comuni

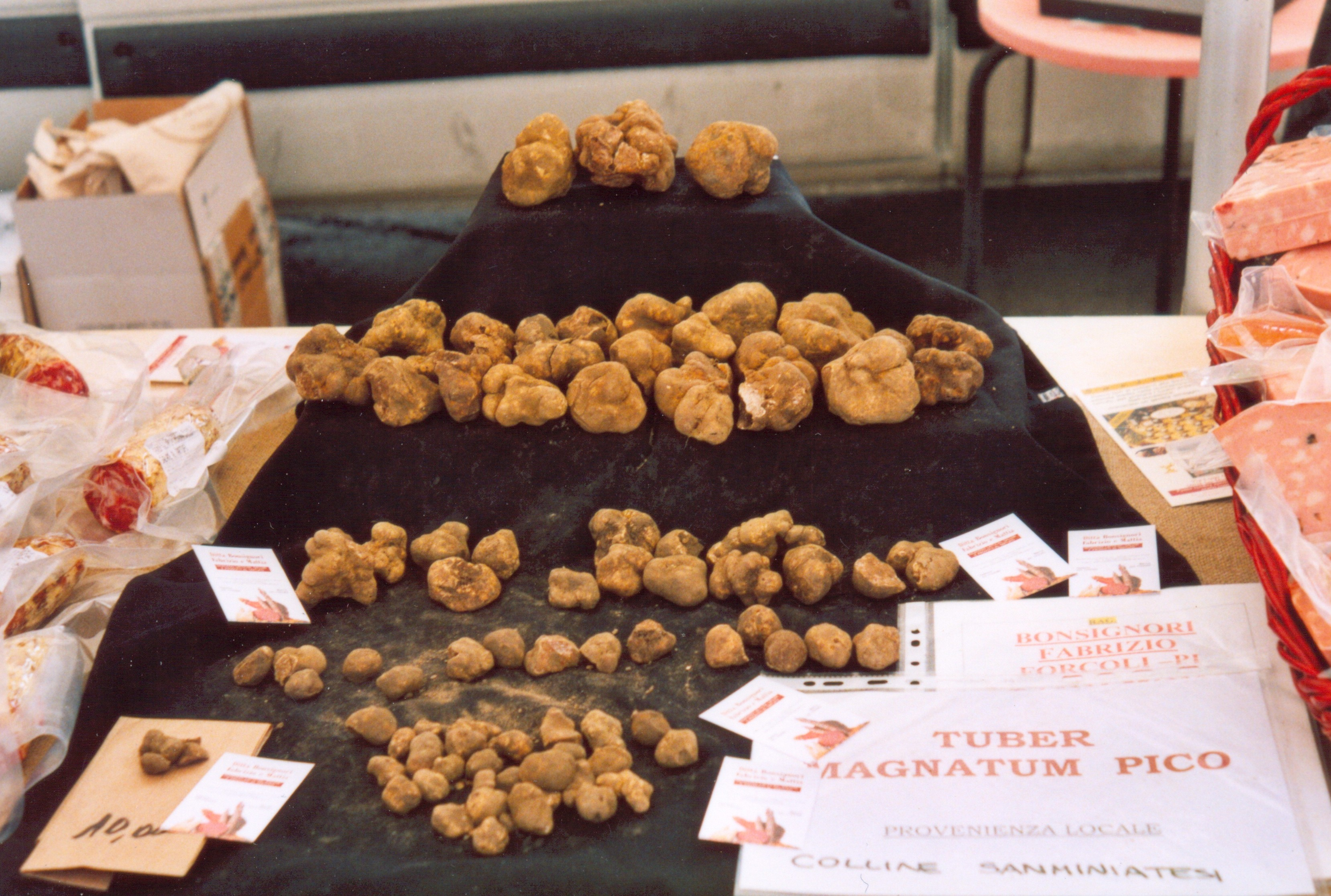
Tartufi bianchi

- Tartufo bianco, tartufo di Alba, tartufo del Piemonte, tartufo di Acqualagna
- (DE)  Italienische Trüffel
- Trifola (lingua piemontese e dialetto bolognese)
- Tartufola (lingua veneta)

## Specie simili
- Choiromyces meandriformis